# Peracca
Peracca is een geslacht van rechtvleugeligen uit de familie sabelsprinkhanen (Tettigoniidae). De wetenschappelijke naam van dit geslacht is voor het eerst geldig gepubliceerd in 1897 door Griffini.

## Soorten
Het geslacht Peracca omvat de volgende soorten:
- Peracca lampungi Gorochov, 2011
- Peracca robustus Karny, 1923
- Peracca setosus Ingrisch, 1998
- Peracca spinipes Fritze, 1908
- Peracca conspicuithorax Griffini, 1897
- Peracca doriae Griffini, 1908
- Peracca fulmeki Karny, 1926
- Peracca originalis Gorochov, 2011
- Peracca padangi Gorochov, 2011
- Peracca sarawakensis Ingrisch, 1998
- Peracca subulicerca Karny, 1926
- Peracca tiomani Gorochov, 2011
- Peracca kerinci Gorochov, 2011
- Peracca minuta Ingrisch, 1998